# Robin G. M. Nisbet
Robin G. M. Nisbet FBA (vollständiger Name Robin George Murdoch Nisbet, * 21. Mai 1925 in Glasgow; † 14. Mai 2013 in Oxford) war ein britischer Klassischer Philologe.

## Leben und Werk
Robin G. M. Nisbet, der Sohn des Klassischen Philologen Robert George Nisbet, besuchte von 1933 bis 1942 die Glasgow Academy und studierte anschließend Klassische Philologie an der University of Glasgow. 1943 unterbrach er sein Studium für seinen Einsatz im Zweiten Weltkrieg (bis 1945). 1947 wechselte er zum Masterstudium an das Balliol College der University of Oxford. Nach seinem Masterabschluss (1951) wirkte er als Research Fellow am Corpus Christi College (Oxford), wo er 1952 zum Fellow und Tutor ernannt wurde. 1970 wurde Nisbet auf den lateinischen Lehrstuhl des Corpus Christi College berufen, den er bis zu seinem Eintritt in den Ruhestand (1992) vertrat. In dieser Funktion betreute er in den 70er und 80er Jahren zahlreiche Doktorarbeiten. Er war Honorary Fellow des Balliol College (ab 1989) und des Corpus Christi College (ab 1992). 1997 verlieh ihm die British Academy die Kenyon Medal for Classical Studies.
Nisbet beschäftigte sich mit zahlreichen Aspekten der lateinischen Literatur, besonders mit rhetorischen und poetischen Texten. Sein Hauptwerk sind Kommentare zu den Oden des Horaz, deren beiden erste Bände er gemeinsam mit seiner langjährigen Kollegin Margaret Hubbard verfasste; ein Band zum dritten Buch der Oden erschien mehr als ein Vierteljahrhundert später in Zusammenarbeit mit Niall Rudd.

## Schriften (Auswahl)
- M. Tulli Ciceronis in L. Calpurnium Pisonem oratio. Edited with Text, Introduction, and Commentary. Oxford 1961
- mit Margaret Hubbard: A commentary on Horace, Odes. Book 1. Oxford 1970
- mit Margaret Hubbard: A commentary on Horace, Odes. Book 2. Oxford 1978
- Stephen J. Harrison (Herausgeber): Collected papers on Latin literature. Oxford 1995
- mit Niall Rudd: A commentary on Horace, Odes. Book 3. Oxford 2004